# 富蘭克林大道車站 (福爾頓街)
富蘭克林大道車站（英語：Franklin Avenue station）是紐約地鐵的一個車站複合，由BMT富蘭克林大道線及IND福爾頓街線共用，位於布魯克林貝德福德-斯圖弗森富蘭克林大道及福爾頓街，設有以下列車服務：
- 富蘭克林大道接駁線列車（任何時候停站）
- C線列車（任何時候停站（深夜除外））
- A線列車（僅深夜停站）

## 車站結構
| 2F | 側式月台，左側開門 | 側式月台，左側開門                                  |
| 2F | 南行               | 往展望公園（公園廣場）                              |
| 1F | 跨線橋             | 往北行福爾頓街月台                                  |
| G  | 街道層             | 出入口                                              |
| B  | 北行月台           | 閘機                                                |
| B  | 側式月台，右側開門 |                                                     |
| B  | 北行               | 往168街（ 深夜時往英伍德-207街（克林頓-華盛頓大道） |
| B  | 北行快速           | 不停靠                                              |
| B  | 南行快速           | 不停靠                                              |
| B  | 南行               | 往尤克利德大道（ 深夜時往遠洛克威）（諾斯特蘭大道） |
| B  | 側式月台，右側開門 |                                                     |
| B  | 南行月台           | 閘機                                                |

## BMT富蘭克林大道線月台
富蘭克林大道車站位於BMT富蘭克林大道線，設有一個軌道和一個側式月台，也是富蘭克林大道接駁線的北端總站。

## IND福爾頓街線月台
富蘭克林大道車站是IND福爾頓街線一個地下慢車地鐵站，1936年4月9日啟用，設有兩個側式月台和四條軌道。兩條中央軌道在日間有A線快速使用。

## 外部連結
- nycsubway.org—BMT Franklin: Franklin Avenue
- nycsubway.org—IND Fulton: Franklin Avenue
- nycsubway.org — Life and Continued Growth Artwork by Eric Pryor (1999) （页面存档备份，存于）
- Station Reporter — C Train
- Station Reporter — Franklin Shuttle
- Station Reporter — Fulton Elevated
- The Subway Nut - Franklin Avenue Pictures （页面存档备份，存于）
- MTA's Arts For Transit — Franklin Avenue （页面存档备份，存于）
- Franklin Avenue entrance to Manhattan bound Fulton Street Line from Google Maps Street View
- Franklin Avenue entrance to Rockaway bound Fulton Street Line and Shuttle from Google Maps Street View
- BMT platform from Google Maps Street View
- IND platforms from Google Maps Street View